# Caballo de Dalecarlia

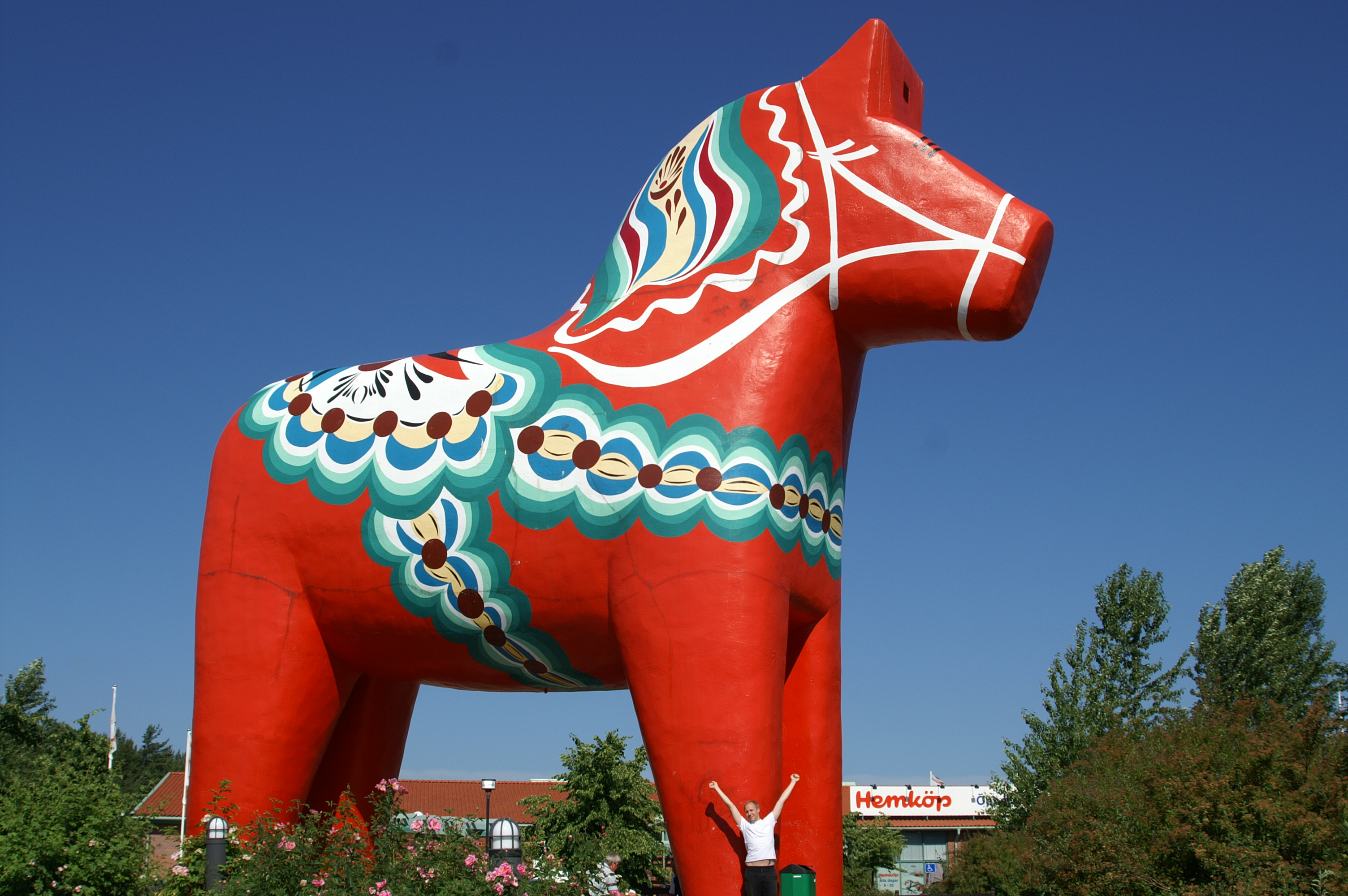
Un gran caballo de Dalecarlia, construido en cemento, se encuentra en la comuna de Avesta perteneciente a la provincia de Dalarna en Suecia.

El Caballo de Dalecarlia (en sueco: dalahäst) es una estatuilla de madera tradicional de un caballo procedente de la provincia sueca de Dalecarlia. En los viejos tiempos, el caballo Dalecarlia era utilizado principalmente como un juguete para los niños, en los tiempos modernos se ha convertido en un símbolo de Dalecarlia, así como de Suecia en general.

## Historia
Tradicionalmente, un caballo Dalecarlia está pintado de rojo brillante con detalles y un arnés de color blanco, verde, amarillo y azul. También puede ser pintado de color azul brillante, o, si es originario de la zona de Rättvik, en gris. La forma distintiva del caballo se debe al uso de planos de talla. Los bloques de madera utilizados para la elaboración de los caballos fueron originalmente desechos de madera de la industria de la caja del reloj en la región de Dalecarlia.
Fue en las pequeñas cabañas de los bosques durante las largas noches invernales y frente a una estufa de leña que se originó el precursor del caballo Dalecarlia. Con el uso de herramientas simples, generalmente solo un cuchillo, talladores de madera fabricaban los juguetes para sus hijos. Era natural que muchos de estos juguetes fueran caballos, porque el caballo fue muy valioso en aquellos días, un amigo fiel y trabajador que podía tirar de cargas grandes de madera de los bosques durante los meses de invierno y en verano ayudaba en las tareas del campo.
Según algunos el caballo Dalecarlia se dice que podía haber estado inspirado en Sleipnir, el caballo de Odín, pero a diferencia de Sleipnir no tienen ocho patas. 
Otra leyenda apócrifa del caballo es que se convirtió en el juguete nacional en 1716. Según la leyenda, los soldados leales al rey Carlos XII estaban alojados en la región de Dalecarlia y tallaron los juguetes como regalos para sus anfitriones.
Las primeras referencias en la venta de los caballos de madera son de 1623 —-hace casi 400 años—. El modelo de hoy es de unos 150 años, y refleja un estilo de pintura conocida como «kurbits». En el siglo XIX, Sticka-Erik Hansson de Mora introdujo la técnica, todavía en uso hoy en día, de la pintura con dos colores. El caballo Dalecarlia sigue siendo un artículo hecho a mano, en madera de pino. Al menos nueve personas diferentes contribuyen con sus habilidades para crear cada caballo.

## Origen
La talla de los caballos se cree que comenzó en la aldea de Bergkarlas, a pesar de la cercanas aldeas del «caballo» de Risa, Vattnäs y Nusnäs eran también centros de producción de los caballos. Todas estas aldeas estaban involucradas en el arte de los muebles y la relojería, y es probable que los restos sobrantes de madera fueran al principio tallados en forma de caballos de juguete para niños como un pasatiempo de invierno.
El arte del tallado y pintura de los caballos pequeños rápidamente floreció en la década de 1800, cuando la crisis económica de la región, comportó una mayor producción de los pequeños caballos, y se convirtieron en un elemento importante de trueque. Así la ejecución de caballos que empezó como algo para pasar el tiempo durante los largos meses de invierno, pronto se convirtió en un negocio con el cual se hacían trueques a cambio de artículos para el hogar. Las familias rurales dependían de la producción de caballos para ayudar a mantener la economía del hogar, mientras la habilidad de la talla y pintura se fue transmitiendo de generación en generación.
La decoración del caballo Dalecarlia (los primeros caballos fueron pintados en un solo color), tiene sus raíces en la pintura de los muebles y fue perfeccionado con los años. Tal vez el más famoso fue el decorador Stika-Erik Hansson de Risa, el primero de los pintores de caballos que lo hizo a dos colores con un pincel al mismo tiempo.
Entre los escultores y pintores, era considerado un gran honor que su caballo fuese pintado por un pintor famoso como Stikka-Erik Hansson (En el libro Los caballos de madera de Suecia, el autor descubrió que este pintor del famoso caballo fue enterrado en el cementerio de una pequeña iglesia en Nebraska, después de que emigró al centro del país en 1887 a la edad de 64.) El tallista cambió su nombre por el de Erik Erikson después de su llegada a América.

## Las diferencias geográficas

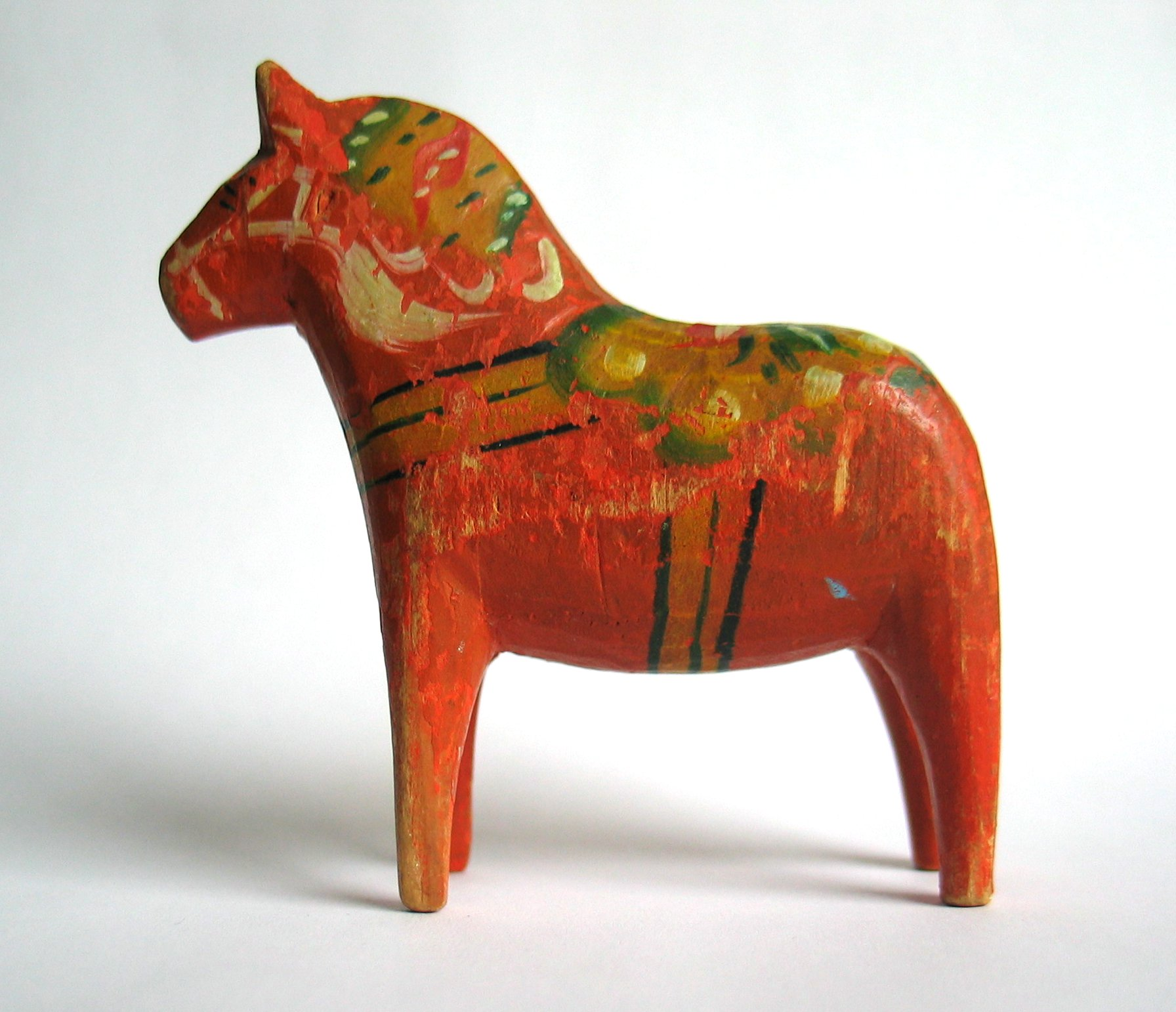
Caballo pintado con la técnica de pintura conocida como «kurbits».

Cada artista tiene su estilo propio de la pintura, y los pocos que tienen la edad suficiente para recordar la historia pueden decir a menudo la ciudad, y en algunos casos el tallista o pintor, resultó un caballo en particular.
Los caballos tienen formas distintivas. Algunos como el «Nusnäs» son caballos de trabajo robusto, mientras que otros son delgados y en posición vertical con el paso majestuoso como el caballo Rättvik. Muchas de las obras de los primeros fabricantes ya no existen, pero los que quedan son queridos y sus diseños únicos se reproducen.
Hoy en día, Nusnäs es el centro de la producción de caballo más famoso y los talleres más famosos son los de Nils Olsson y Grannas Olsson. El viejo estilo de los caballos son tallados a mano y pintado con la réplica del estilo de los antiguos que se pueden encontrar en museos o colecciones privadas.

## Producción
La Grannas A. Olssons Hemslöjd AB, fundada en 1922, es la compañía más antigua que todavía sigue produciendo los caballos de Dalecarlia. La Nils Olssons Hemslöjd (hemslöjd significa "artesanía casera") es casi tan antigua como la anterior. Hoy en día la mayoría de los caballos se hacen en Nusnäs, un pequeño pueblo fuera de Mora.
La madera en la que están talladas las figuras proviene del pinar próximo al Lago Siljan, esta madera es ideal para la carpintería y el tallado. Los árboles que están destinados para los caballos están marcados, mientras siguen plantados en el bosque. Solo los mejores son los seleccionados para conseguir la madera para tallarlos. Los árboles son derribados y aserrados en trozos del tamaño adecuado para los bloques que después se convertirán en caballos Dalecarlia.

Después de tallarlos y lijarlos, los caballos se sumergen en la pintura del color adecuado. El modelo tradicional está pintado a mano alzada por la gran práctica de los pintores. El arte de la ondulación requiere gran habilidad y toma varios años para aprender. Por último, «todos los buenos caballos» son barnizados y enviados de Nusnäs para servir como un símbolo de Suecia al resto del mundo.

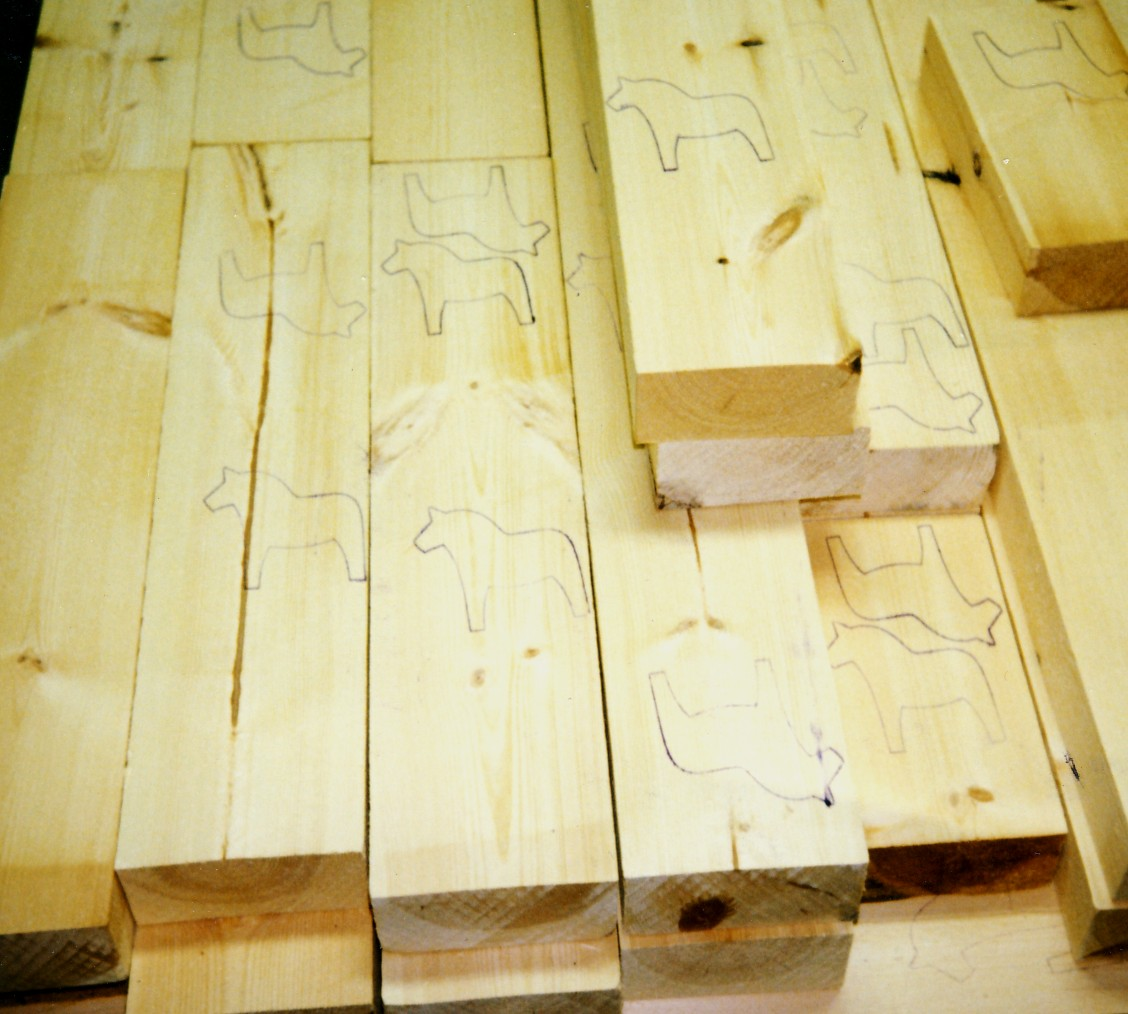
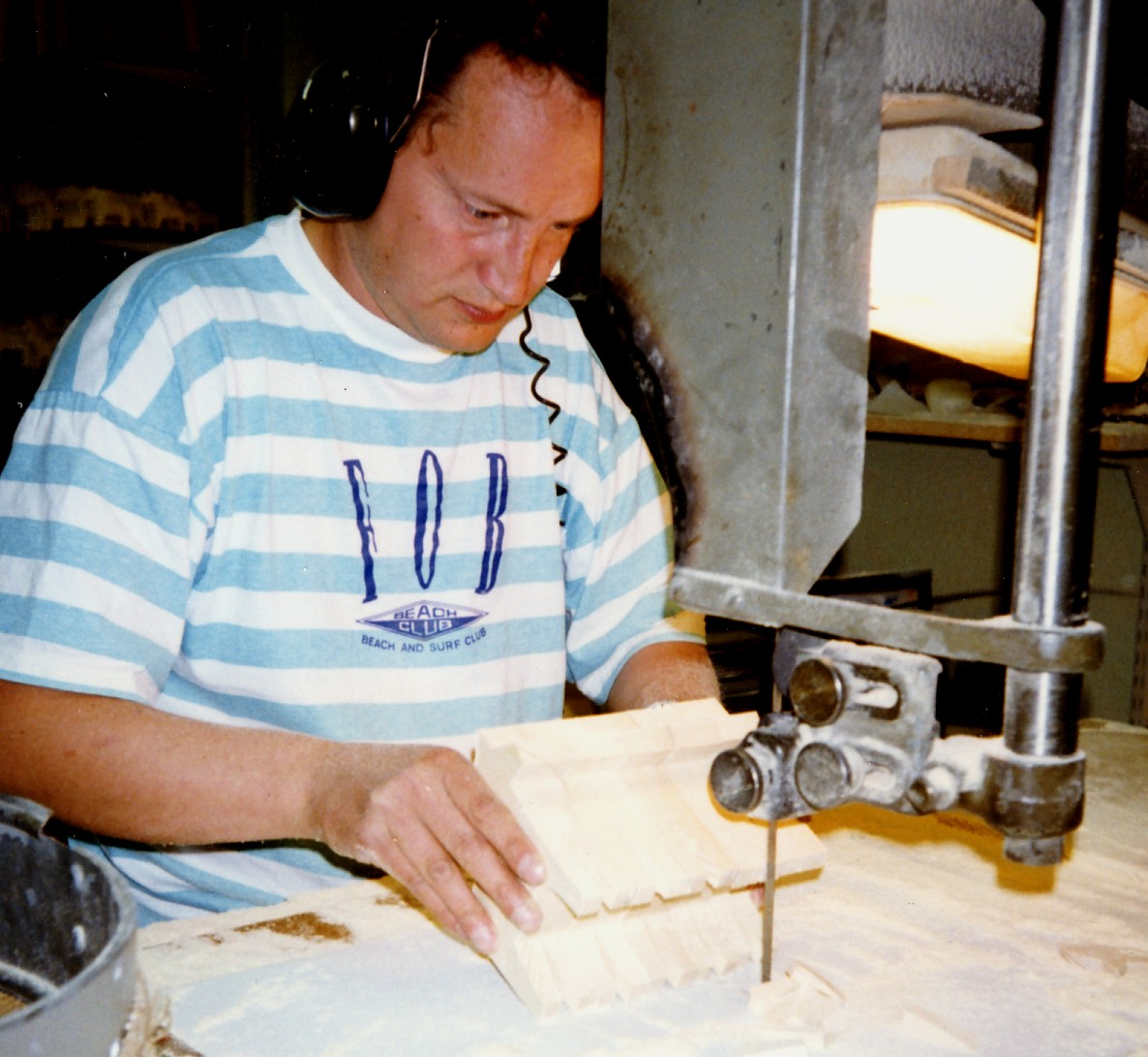
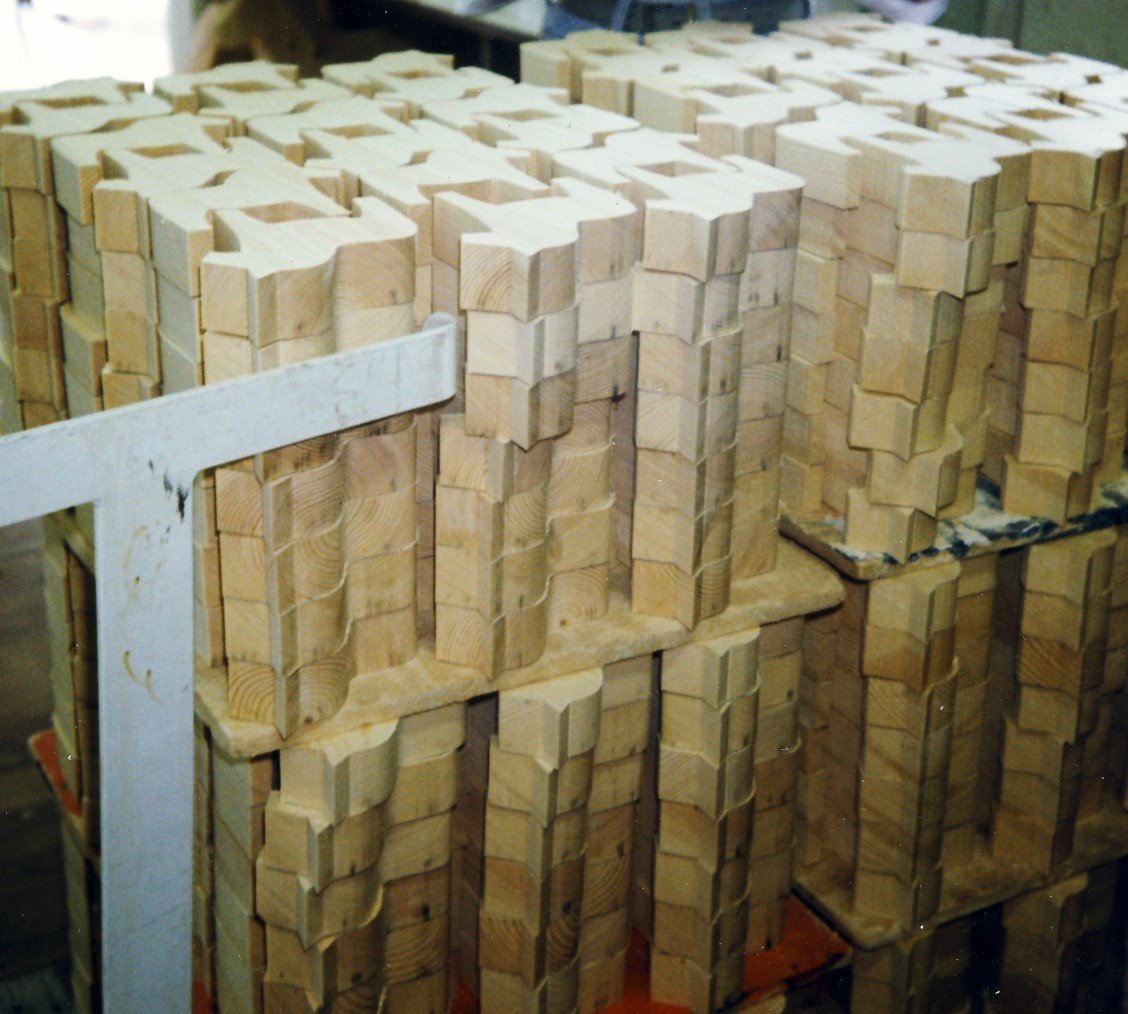
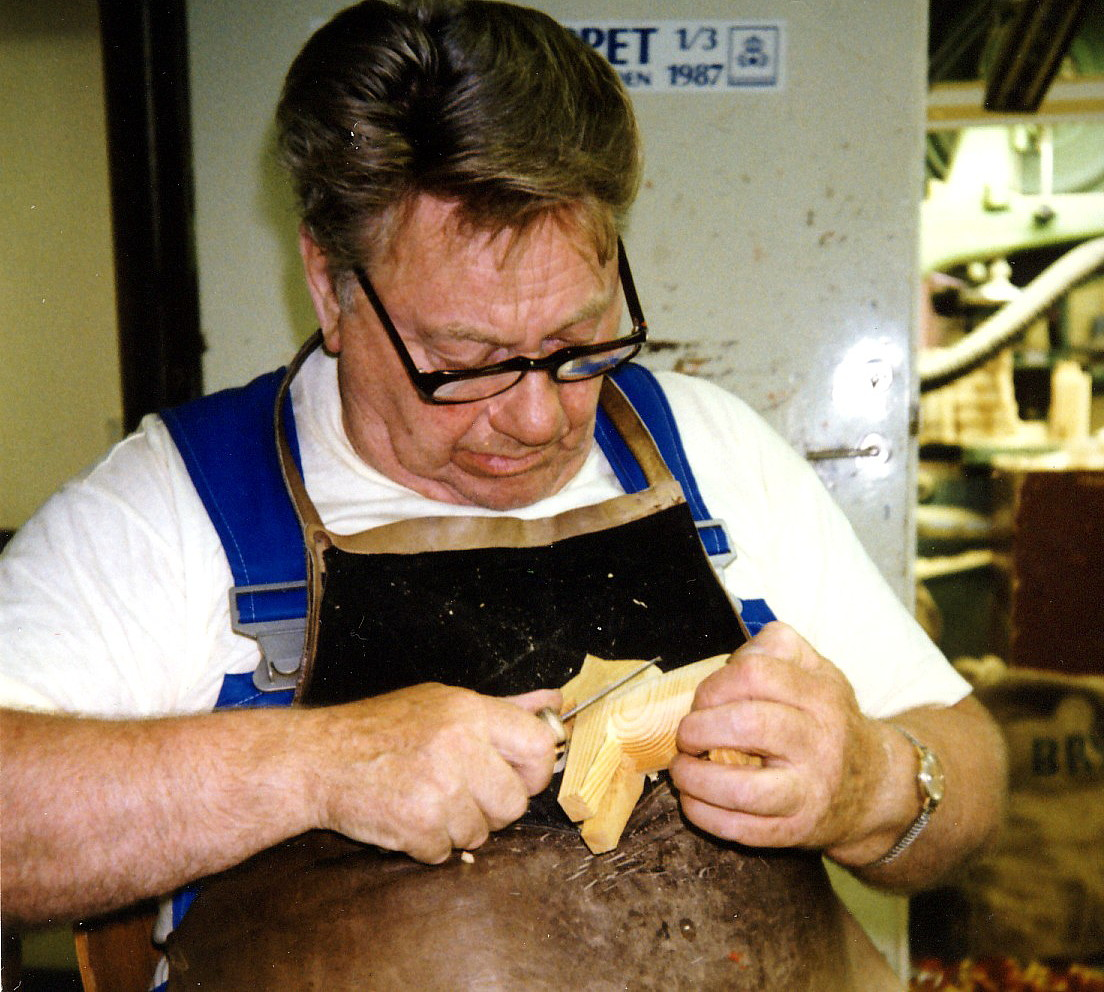
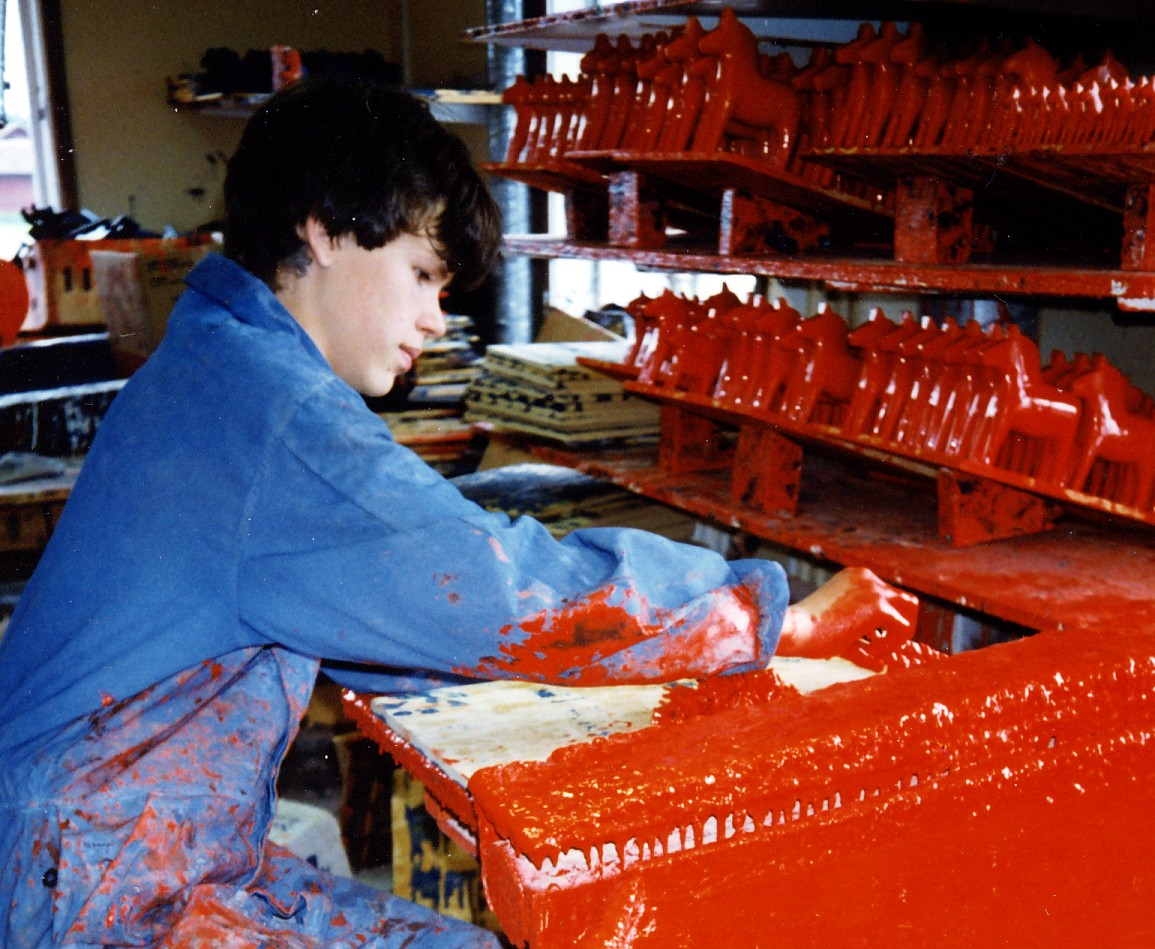
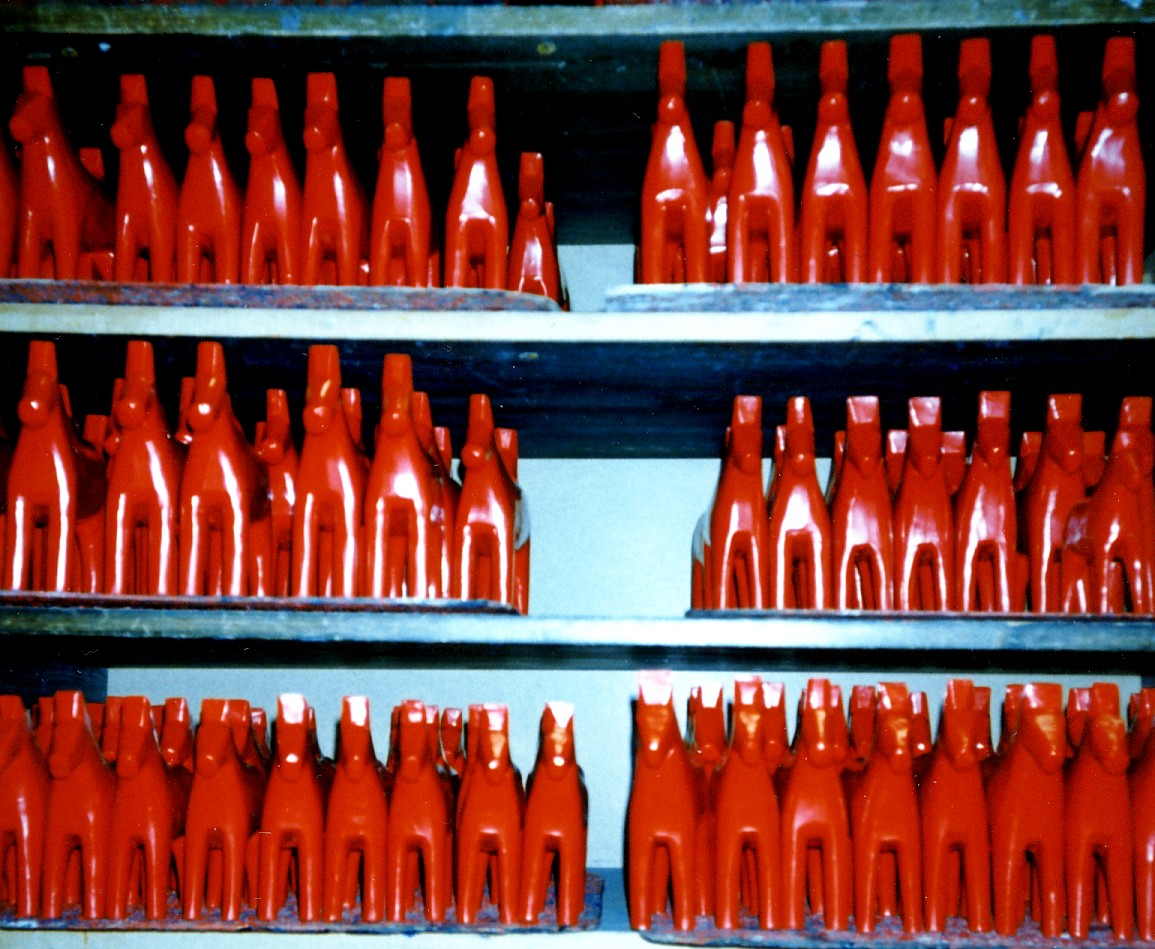
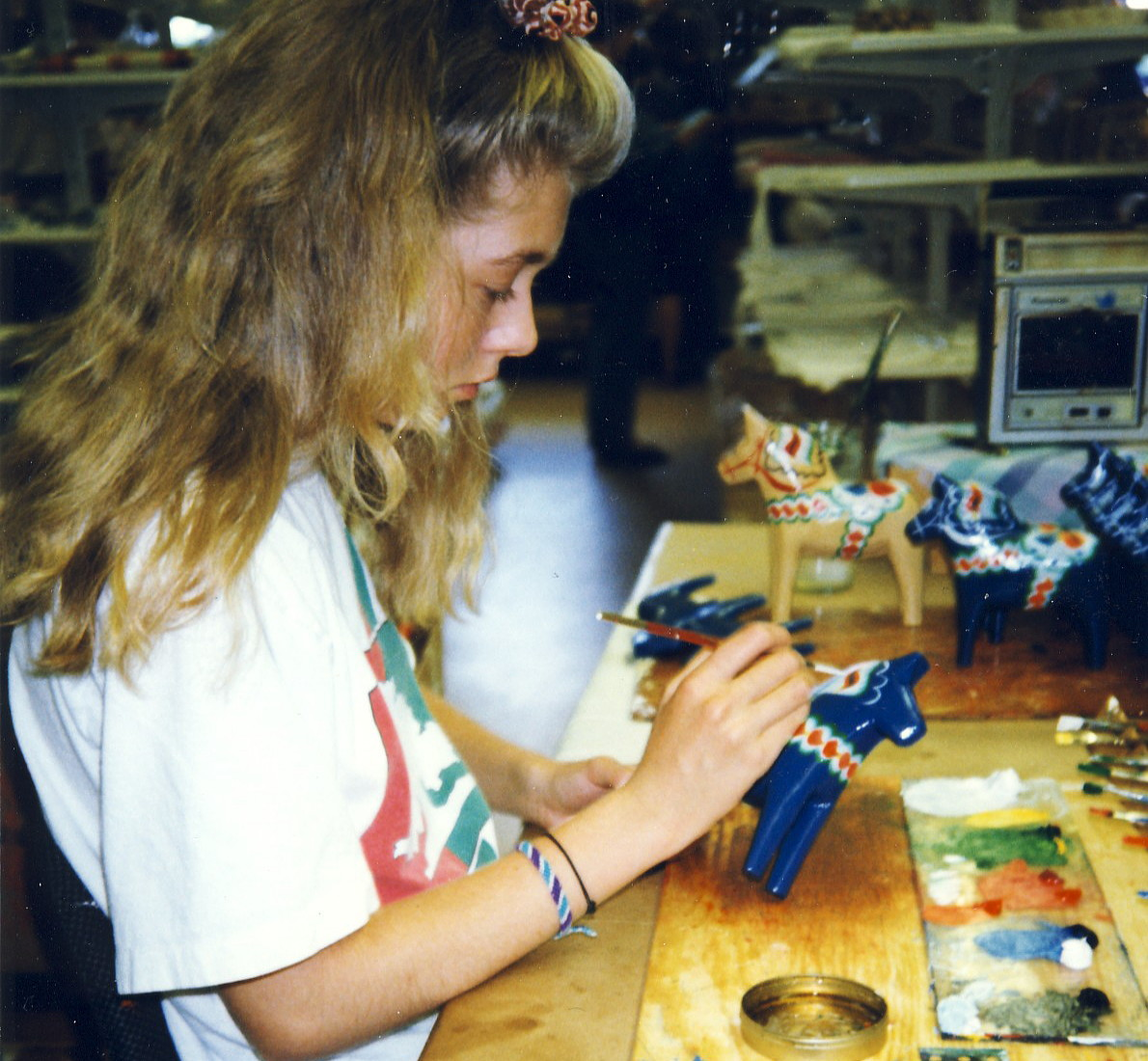
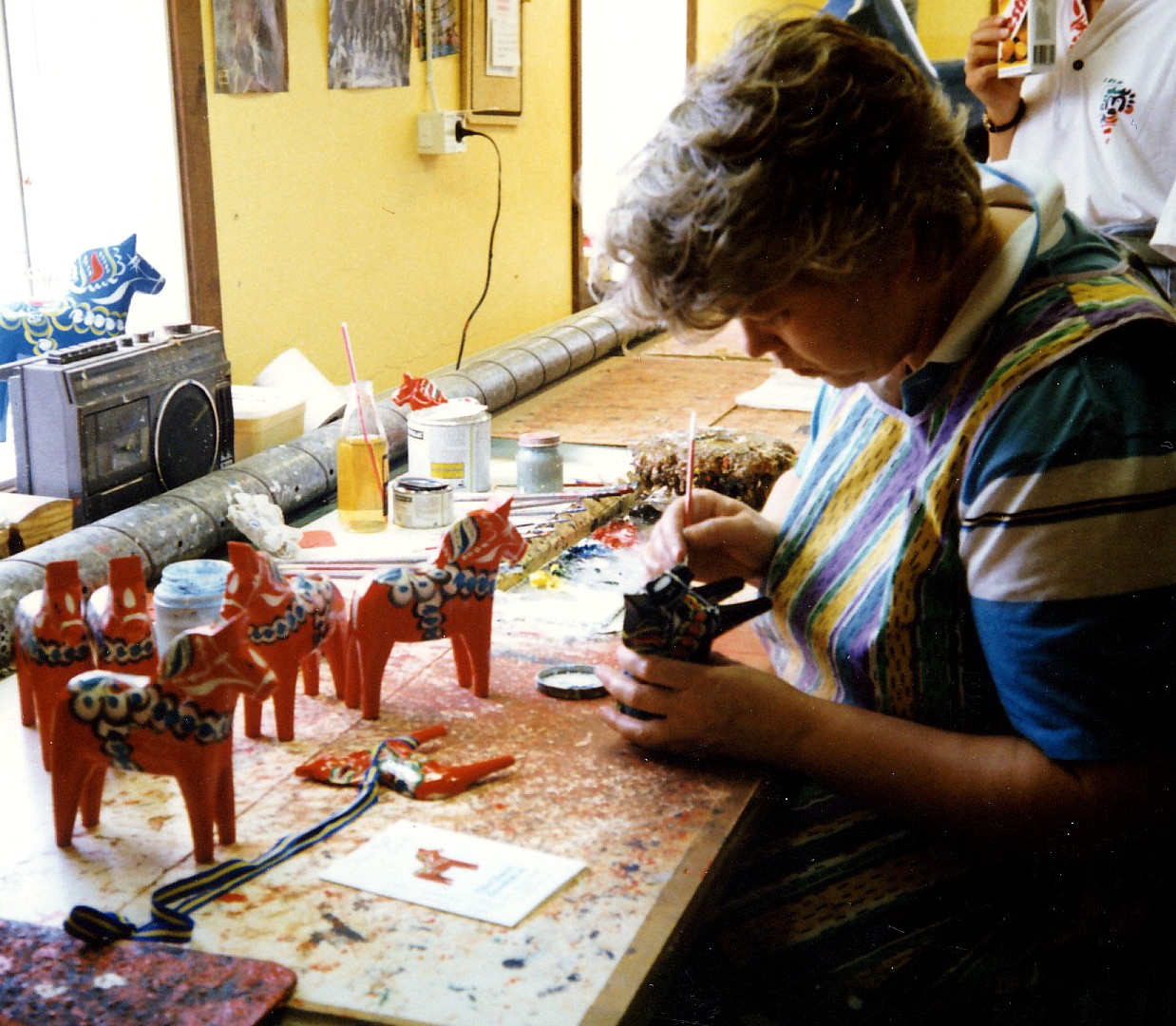